# امرسون پالمیری
امرسون پالمیری دوس سانتوس (پرتغالی: Emerson Palmieri dos Santos؛ زادهٔ ۳ اوت ۱۹۹۴) بازیکن فوتبال اهل برزیل است که برای باشگاه وستهام یونایتد بازی می‌کند.
از باشگاه‌هایی که در آن بازی کرده‌است می‌توان به سانتوس، پالرمو، رم، لیون و چلسی اشاره کرد.